# Кінг Гідора
Кінг Гідора (яп. キングギドラ, Кінгу Гідора) — вигаданий монстр, або кайдзю, який вперше з’явився у фільмі «Гідора, триголовий монстр» 1964 року режисера Ісіро Хонди. Хоча офіційне ім'я персонажа — «Кінг Гідора», на англійському ринку персонажа спочатку назвали «Гідора» або «Гідра».
Незважаючи на те, що дизайн Кінг Гідори залишався в основному незмінним протягом усього часу (безрукий, двоногий, золотистий, крилатий дракон із трьома головами та двома хвостами), історія його походження змінювалася від позаземного дракона, який прийшов знищити Землю, мутанта, монстра-охоронця стародавньої Японії до бога з іншого виміру. Персонаж зазвичай зображується як найзапекліший ворог Ґодзілли та Мотри, хоча одного разу він був союзником останньої.
Незважаючи на чутки про те, що Гідора мав асоціюватися  з загрозою з боку Китаю, який на момент створення персонажа щойно розробив ядерну зброю, директор Ісіро Хонда заперечив зв'язок і заявив, що Гідора — це сучасний погляд на дракона Ямата-но ороті.

## Розробка
Початкова ідея фільму «Гідора, триголовий монстр» виникла у Томоюкі Танаки, який також створив Ґодзіллу. Танака надихнувся ілюстрацією Лернейської гідри з книги про грецьку міфологію та драконом Ороті з японського фольклору. Танака був захоплений ідеєю, що Ґодзілла бореться з багатоголовим змієм, але вважав, що сім-вісім голів це забагато, тому число голів було зменшено до трьох. Остаточним варіантом був безрукий триголовий дракон з великими крилами, двома хвостами і позаземним походженняя.
Toho також черпав натхнення у триголового дракона Змія Горинича або Кінг Драгона (キング•ドラゴン, Кінгу Дорагон) з японської версії радянського фільму «Ілля Муромець» 1956 року, який був театрально випущений в Японії в березні 1959 року. Ім'я Кінг Гідори складається зі слів «Кінг» (яп. キング, Кінгу; від англ. king, король) та «Гідора». Слово «Гідора» походить від японської вимови слова «гідра».
Інші джерела натхнення для Кінг Гідори — міфологічні істоти, такі як гідра, єдиноріг, пегас та квілін.

## Здібності
Протягом усього часу єдиними незмінними здібностями істоти є політ і здатність пускати «гравітаційні промені». У фільмі «Гідора, триголовий монстр» пересувався по космосу в метеориті вмів генерувати магнітні поля. Наступне втілення персонажа, показане у фільмі «Ґодзілла проти Кінг Гідори», було перетворене на кіборга з різними додатковими силами, такими як вражати ворогів електричним струмом.
У фільмі «Мотра 3» Кінг Гідора отримує енергію, висмоктуючи її зі своїх жертв, і вміє створювати купол для розміщення в ньому своїх жертв. Це втілення персонажа вміє стріляти блискавками з крил і регенерувати своє тіло з відділених частин. Кінг Гідора із фільму «Ґодзілла, Мотра, Кінг Гідора: Монстри атакують» вміє вражати ворогів електричним струмом і черпати сили у іншого монстра-охоронця. Також він вміє формувати енергетичний щит, який не пропускає атомний промінь Ґодзілли.
У аніме «Ґодзілла: Пожиратель планет», третій частині анімаційної трилогії, Гідора зображений як енергетична сутність із космосу, якому поклоняються ексіфи. Гідора поглинув рідну планету ексіфів, а виживші ексіфи створили культ Гідори, за допомогою якого він переміщується на інші планети. Його шиї виходять із чорних дір та поширюються на нескінченну довжину. Цей Гідора майже невидимий для приладів. Він випромінює гравітаційну енергію, настільки сильну, що вона здатна зупинити атомний промінь Ґодзілли та навіть викривити час і простір. До тих пір, поки хтось направляє Кінг Гідору, він не знаходиться під впливом фізики та на нього не діють ворожі атаки, хоча в той же час він здатний нормально нападати на ворогів. Він навіть може спотворити час і простір та зруйнувати реальність. Він здатний змінити хронологічне сприйняття людьми подій. До того ж Кінг Гідора ледве не вбив Ґодзіллу. Коли Гідору було переможено, він просто втік у свій вимір, очікуючи наступного шансу напасти на Землю.
У фільмі «Ґодзілла 2: Король монстрів» кожна голова Кінг Гідори має свій розум. Його тіло здатне пропускати через себе біоелектричні потоки, а шкіра покрита аурумом. Він вміє генерувати ураганні вітри (зі швидкістю 217 миль/год) завдяки тому, що сухожилля його крил можуть сильно розтягуватися, коли він летить зі швидкістю 550 вузлів (що майже в 3 рази помаліше його попередніх втіленнь). Електрорецепторні молекули його організму можуть створювати електричний струм. Це призводить до того, що під час його польоту відбувається грім і блискавка. У фільмі сказано, що Гідора створює ці урагани для того, щоб поступово тераформувати планету на власний смак. Оскільки Гідора є альфа-хижаком, його рев здатний пробудити та впливати на інших титанів у всьому світі. У фільмі Кінг Гідора має дві «неприродні» здібності, які служили доказом його інопланетної природи. Перший — це те, що кисневий руйнівник не пошкодив Кінг Гідору. Другий — володіння сильно прискореними регенеративними властивостями. Кінг Гідора відновив свою ліву голову всього лише через кілька хвилин після того, як її відірвав Ґодзілла. Ця голова зберегла всі свої спогади та особистість, оскільки нейрони Гідори поширюються по всьому тілу, як у восьминога. Однак, згідно з офіційною новелізацією, для цього потрібно поглинути запас енергії, який Гідора отримав із високорадіоактивної лави вулкана Родана. Пізніше Гідора всмоктав енергію енергопідстанції, завдяки чому рани на мембранах крил відразу загоїлися. Зрештою, Ґодзіллі вдалося спалити крила, всі голови та тіло монстра, через що Гідора вже не зміг регенеруватися. Однак Гідора не був повністю знищений, оскільки голова, яку Ґодзілла відкусив під час бою в Мексиці, залишилася цілою і була врятована. Остаточна доля цієї голови на сьогоднішній час залишається невідомою.

## Прийом
Персонаж був добре прийнятий і вважається найвідомішим ворогом Ґодзілли. IGN розмістив Кінг Гідору на 2 місці у списку «10 найкращих японських монстрів». Complex розмістив персонажа на 4 місці у списку «15 найкращих кайдзю усіх часів», назвавши його «іронічним» та сказавши, що «… він просто виглядає крутіше за деяких найсильніших комах, крабів та роботів».
У своєму огляді фільму «Гідора, триголовий монстр» Ітан Рід на сайті Toho Kingdom високо оцінив Кінг Гідору, назвавши його «фантастичним доповненням до франшизи» і «не менш чистим злом, невблаганною силою руйнування, яка знищує життя та цілі планети просто так» і дійшов висновку, що «Гідора — це не тільки один із найкращих персонажів серії, але також і один з найкращих злодіїв із фільмів взагалі». Подібні думки висловлювалися і у Paste, де Гідора потрапив на 5 місце у списку «10 найкращих драконів із фільмів».
Однак Стів Рифл критикував дизайн Гідори в «Ґодзіллі проти Кінг Гідори», через його жорсткі рухи та рев, який є переробленим ревом Родана, а також через те, що цей Гідора не сильно відрізняється від оригінального дизайну Ейдзі Цубураї.
Після виходу «Ґодзілли 2: Короля монстрів» ліва голова Гідори отримала прізвисько «Кев»/«Кевін». Це сталося після того, як Майк Догерті опублікував твіт з іменами голів Гідори. Існує багато мемів, присвячених Кевіну.

## Фільмографія
- Гідора, триголовий монстр
- Вторгнення астро-монстра
- Знищити всіх монстрів
- Ґодзілла проти Гайгана
- Боєць Зон
- Ґодзілла проти Кінг Гідори
- Острів Ґодзілли
- Мотра 3
- Ґодзілла, Мотра, Кінг Гідора: Монстри атакують
- Ґодзілла: Пожиратель планет
- Ґодзілла 2: Король монстрів